# 백마산성
백마산성(白馬山城)은 조선민주주의인민공화국 평안북도 의주군에 위치한 건산성이다. 내성과 외성으로 이루어진 산성으로, 내성은 고려의 강감찬(姜邯贊)이 쌓은 뒤 1646년에 임경업(林慶業)이 다시 쌓은 것이며, 외성은 1753년 남태기(南泰耆)가 쌓았다.

## 같이 보기
- 병자호란